# Hieracium ivdelense
Hieracium ivdelense es una especie de planta con flor del género Hieracium, de la familia Asteraceae, orden Asterales.

## Distribución
Hieracium ivdelense se distribuye por Rusia.

## Taxonomía
Fue descrita científicamente por Shlyakov.
Tratamiento taxonómico
La especie aparece registrada y publicada en Novosti Sist. Vyssh. Rast.